# Jacopo da Bologna
Jacopo da Bologna, italijanski skladatelj, * pred 1340, † 1360.
Jacopo je deloval v obdobju trecenta; obdobje je poznano tudi kot italijanska Ars nova. Bil je eden prvih skladateljev te skupine, njegova sodobnika sta bila Gherardello da Firenze in Giovanni da Firenze. Najbolj je poznan po svojih madrigal, komponiral pa je tudi caccie in skladbe, ki so združevale slog caccie in madrigala.
Njegova uglasbitev besedila Non al suo amante, komponirana okrog leta 1350, je prva znana uglasbitev poezije Francesce Petrarce in edina, ki je nastala v že obdobju pesnikovega ustarjanja. 
Slog Jacopovih kompozicij je poznan po čistih melodičnih linijah, posamezni pevski glasovi se v okviru polifonije nikdar niso križali; in po nekanoničnem slogu komponiranja. Omembe vredne so tudi z besedilom neopremljene pasaže, ki povezujejo besedilne sklope v njegovih madrigalih. Njegov najbolj znani madrigal je Fenice fu', napisan okrog leta 1360.
Jacopo da Bologna je dobro predstavljen v kodeksu Squarcialupi, veliki pisni zbirki glasbe 14. stoletja, ki jo je dolgo časa posedovala družina Medici. V tej zbirki je najdenih 28 njegovih del. Jacopo je tudi avtor kratke teoretske glasbeno-teoretske razprave L'arte del discanto misurato.